# Торребруна
Торребруна (итал. Torrebruna) — коммуна в Италии, расположена в регионе Абруццо, подчиняется административному центру Кьети.
Население составляет 1169 человек, плотность населения составляет 51 чел./км². Занимает площадь 23 км². Почтовый индекс — 66050. Телефонный код — 0873.
Покровителем коммуны почитается святой Плакида из Субиако, празднование 5 октября.